# Rob Bailey
Rob Bailey (* 1953) je australský baskytarista, bývalý člen rockové kapely AC/DC. Ke skupině se připojil v dubnu 1974 a hrál s ní v době vzniku jejího debutového alba High Voltage, ačkoliv na výsledném produktu uveden není. Vystupoval také ve videu písně „Can I Sit Next to You Girl“ v pořadu Last Picture Show Theatre. Skupinu opustil v lednu 1975. Dříve působil ve skupinách Flake a Natural Gas. Později hrál s Waynem Greenem a Brettem Keyserem ve skupině Company of Men. V roce 2020 vystoupil v krátkém dokumentárním filmu o začátcích AC/DC.